# Tennistoernooi van Eastbourne 2024
Het tennistoernooi van Eastbourne van 2024 werd van maandag 24 tot en met zaterdag 29 juni 2024 gespeeld op de grasbanen van de Devonshire Park Lawn Tennis Club in de Engelse kustplaats Eastbourne. De officiële naam van het toernooi was Rothesay International.
Het toernooi bestond uit twee delen:
- WTA-toernooi van Eastbourne 2024, het toernooi voor de vrouwen
- ATP-toernooi van Eastbourne 2024, het toernooi voor de mannen

| Eastbourne        | juni 2024 | juni 2024 | juni 2024 | juni 2024    | juni 2024    | juni 2024 |
| Eastbourne        | maa 24    | din 25    | woe 26    | don 27       | vrĳ 28       | zat 29    |
| ----------------- | --------- | --------- | --------- | ------------ | ------------ | --------- |
| vrouwenenkelspel  | 1e ronde  | 1e ronde  | 2e ronde  | kwartfinale  | halve finale | finale    |
| vrouwendubbelspel | 1e ronde  | 1e ronde  | 2e ronde  | 2e ronde     | halve finale | finale    |
| mannenenkelspel   | 1e ronde  | 1e ronde  | 2e ronde  | kwartfinale  | halve finale | finale    |
| mannendubbelspel  | 1e ronde  | 1e ronde  | 2e ronde  | halve finale | finale       |           |

ATP-toernooi van Eastbourne – WTA-toernooi van Eastbourne

2009 · 2010 · 2011 · 2012 · 2013 · 2014 · 2015 · 2016 · 2017 · 2018 · 2019 · 2020 · 2021 · 2022 · 2023 · 2024 · 2025